# باولا ستافورد
باولا ستافورد (بالإنجليزية: Paula Stafford)‏ هي مصممة أزياء أسترالية، ولدت في 10 يونيو 1920.